# Venceslaus Ulricus Hammershaimb
Venceslaus Ulricus Hammershaimb (ur. 25 marca 1819 w Sandavágur, zm. 4 kwietnia 1909 w Kopenhadze) – luterański duchowny, twórca nowoczesnej farerskiej ortografii.

## Życiorys
Hammershaimb urodził się w Sandavágur na wyspie Vagar w archipelagu Wysp Owczych. Został proboszczem parafii w Kvívík oraz dziekanem w Nes. W 1878 roku osiedlił się w Danii. Oprócz wkładu w standaryzację języka farerskiego, był znany jako folklorysta. Pomiędzy rokiem 1847 i 1848, oraz ponownie w 1853 powrócił na Wyspy Owcze w celu badania dialektów, folkloru i zbierania miejscowych ballad, które zostały wydane w latach 1851–1855 pod tytułem Færöiske Kvæder. W 1854 roku opublikował farerską gramatykę.